# Stornello
 (février 2023).
Si vous disposez d'ouvrages ou d'articles de référence ou si vous connaissez des sites web de qualité traitant du thème abordé ici, merci de compléter l'article en donnant les références utiles à sa vérifiabilité et en les liant à la section « Notes et références ».
Le Stornello est une forme de poésie généralement improvisée et très simple, dont l'argument porte sur la satire ou l'amour, analogue à la filastrocca (composition brève avec répétition des syllabes et mots du langage populaire). Il était très utilisé dans la poésie populaire en Italie aux XIIe et XIIIe siècles.
Le Stornello est caractéristique de la poésie de l'Italie centrale, en particulier, de la Toscane et du Latium.
Ce type de composition est constitué d'un nombre imprécis de strophes de structure très simple. Chaque strophe se compose habituellement de trois vers : 
- le premier vers est un quinario (vers de cinq pieds, dont l'accent principal se trouve sur la quatrième syllabe) et contient généralement l'invocation d'une fleur ;
- Les deux autres vers sont des endecasillabi (vers dans lesquels l'accent principal se trouve sur la dixième syllabe métrique et dont le second rime avec le vers d'ouverture).

En général, ce type de composition est accompagné de musique ou de chant.
Un exemple typique de stornello « avec fleur » 
« Fior di giaggiolo,

Gli angeli belli stanno a mille in cielo,

Ma bello come lui ce n'è uno solo. »
 (Tozzetti et Menasci - Cavalleria rusticana)
Il ne faut par confondre le stornello avec la stornella romagnole.